# DJ Krush
Хідеакі Іші (яп. 石 英明, Іші Хідеакі, нар. 29 липня 1962), більш відомий під сценічним ім'ям DJ Krush, продюсер і ді-джей. Відомий атмосферною інструментальною постановкою, яка включає звуки природи та широке використання джазових і соул-семплів.

## Ранні роки
Іші народився в Токіо в 1962 році. Кинув школу в ранньому віці та приєднався до місцевої банди, а через кілька років — до якудза. На початку своєї діяльності підлеглого якудзи Іші виявив на столі відрізаний палець, загорнутий у папір. Пізніше, дізнавшись, що він належав другові, вирішив залишити якудза і розірвати зв'язки зі злочинним світом. Іші вирішив стати діджеєм після того, як побачив фільм «Дикий стиль» у 1983 році. «Коли я відкрив для себе „Дикий стиль“ у 1983 році, я знайшов те, що я дійсно хотів зробити, висловити себе», — сказав він в інтерв'ю 2015 року. «Брейкінг, графіті, реп, діджей… Мені завжди подобалася музика, тому я вибрав ді-джея. Моє тіло не створене для брейкінгу, діджеї були для мене найголовнішими».

## Кар'єра
Окрім того, що Іші вважається одним із піонерів японського хіп-хопу, він зарекомендував себе як один із найшанованіших артистів та продюсерів в індустрії хіп-хопу як в Японії, так і за кордоном. Увійшовши в індустрію, Іші з експериментальними бітами та інструментальними звуками змінив обличчя хіп-хопу в той час, коли в ньому панувала американська реп-сцена. Він неохоче ототожнює свою музику з будь-яким конкретним жанром, оскільки це обмежує його слухачів і його таланти. Його творчість відносили до ембіенту, тріп-хопу, комбінацією обох і хіп-хопом. DJ Krush вважає за краще дотримуватися ідеологічної дистанції від жанрів, зберігаючи при цьому здорове ставлення до всіх музичних форм і стилів. Проте загалом він визнає, що має більше спорідненості з музичним андеграундом, ніж з мейнстрімом. «Хіп-хоп у Японії поділяється на дві частини. Мейнстрім і андеграунд», — каже він. «В андеграунді цікавіше, і мені тут комфортно».

## Дискографія

### Студійні альбоми
- Krush (1994)
- Strictly Turntablized (1994)
- Meiso (1995)
- Ki-Oku (1996) (спільно з Toshinori Kondo)
- MiLight (1996)
- Kakusei (1998)
- Ga (1999) (спільно з DJ Hide і DJ Sak, as Ryu)
- Zen (2001)
- The Message at the Depth (2002)
- Jaku (2004)
- Incunabula (2010) (спільно з Bill Laswell, et al., as Method of Defiance)
- Nahariama (2013) (спільно з Bill Laswell, et al., as Method of Defiance)
- Butterfly Effect (2015)
- Kiseki (2017)
- Cosmic Yard (2018)
- Trickster (2020)

### Збірники
- Reload: The Remix Collection (2001)
- Stepping Stones: The Self Remixed Best: Lyricism (2006)
- Stepping Stones: The Self Remixed Best: Soundscapes (2006)

### Мікстейпи
- Cold Krush Cuts (1997) (спільно з DJ Food and Coldcut)
- Holonic-The Self Megamix (1997)
- Code 4109 (2000)
- OuMuPo 6 (2006)

### Мініальбоми
- Bad Brothers (1994) (спільно з Ronny Jordan)
- The DJ Krush EP (1995)
- Meiso: Another Maze (1996)
- Selektions (1997)
- Code 1255 (1999) (спільно з Gravity)
- Saihate (2016) (спільно з Bill Laswell)